# Groš
Groš (nemško Groschen) je denar v kovinski obliki, izdelan s kovanjem. Kot plačilno sredstvo se je uporabljal v različnih državah:
- v Nemčiji; nekdanji srebrnik, pozneje drobiž
- v Avstriji; do 1892 kovanec - 1 groš je imel vrednost 5 krajcarjev, od 1925 do 1938 in po letu 1945 do uvedbe evra najmanjši kovanec v vrednosti 1/100 šilinga
- v Srbiji; od 1830 do 1882 kovanec - 1 groš je imel vrednost 40 par.